# Едриково
Едриково (Ендриково, Жеребятниково) — исчезнувшая деревня Торопецкого района Тверской области. Располагалась на территории Кудрявцевского сельского поселения.

## География
Деревня была расположена в 35 километрах (по прямой) к западу от города Торопец. Находилась на левом берегу реки Добша. Рядом располагалась деревня Зенково.

## История
На топографической карте Фёдора Шуберта 1867—1906 годов обозначена деревня Жеребятинка. Имела 3 двора.
В списке населённых мест Торопецкого уезда Псковской губернии за 1885 год значится деревня Жеребятниково (Ендриково, Едриково, № 13717). Располагалась при реке Допше в 33 верстах от уездного города. Имела 2 двора и 10 жителей.
На карте РККА 1923—1941 годов обозначена деревня Едрикова. Имела 16 дворов.
Исчезла ранее 1975 года.